# Jours-lès-Baigneux
Jours-lès-Baigneux è un comune francese di 81 abitanti situato nel dipartimento della Côte-d'Or nella regione della Borgogna-Franca Contea.

## Storia

### Simboli
Il secondo quarto riprende lo stemma della famiglia d'Anglure; il quarto trae elementi da quello della famiglia Béguin (d'azzurro, al cigno d'argento, imbeccato e piotato di nero, sormontato da un crescente montante d'argento, accostato da due rose dello stesso).

## Società

### Evoluzione demografica
Abitanti censiti